# نادي شيراك
نادي شيراك لكرة القدم (بالأرمنية: Ֆուտբոլային Ակումբ Շիրակ) هو نادي كرة قدم أرمني يقع مقره في مدينة غيومري. يلعب الفريق حالياً في الدوري الممتاز.